# Liste von Archiven religiöser Gemeinschaften
Die Liste von Archiven religiöser Gemeinschaften ist nach Staaten und Religionsgemeinschaften gegliedert.

## Verbände
Organisationen für Kirchenarchive sind unter anderem der Verband kirchlicher Archive und die Arbeitsgemeinschaft der Archive und Bibliotheken in der evangelischen Kirche.

## Kirchenarchive nach Staaten

### Deutschland

#### Evangelische Kirchenarchive
- Archiv der Lippischen Landeskirche, Detmold
- Evangelisches Kirchenarchiv Kaufbeuren
- Evangelisches Zentralarchiv in Berlin
- Archiv der Evangelischen Kirche im Rheinland, Düsseldorf
- Evangelisches Landeskirchliches Archiv in Berlin
- Landeskirchliches Archiv Greifswald
- Landeskirchliches Archiv Hannover
- Landeskirchliches Archiv Kassel
- Landeskirchliches Archiv Stuttgart
- Zentralarchiv der Evangelischen Kirche der Pfalz, Speyer
- Landeskirchliches Archiv der Evangelischen Kirche von Westfalen, Bielefeld
- Hauptarchiv der v. Bodelschwinghschen Stiftungen Bethel, Bielefeld

#### Evangelische Freikirchen
- Oncken-Archiv des Bundes Evangelisch-Freikirchlicher Gemeinden, Wustermark
- Unitätsarchiv, Herrnhut

#### Katholische Kirchenarchive
- Archiv des Bistums Augsburg
- Archiv des Erzbistums München und Freising
  - Kardinal-Faulhaber-Archiv
- Archiv der Franziskaner
- Erzbistumsarchiv Paderborn
- Historisches Archiv des Erzbistums Köln
- Erzbischöfliches Archiv Freiburg
- Diözesanarchiv Osnabrück
- Archiv des Katholischen Militärbischofs

#### Apostolischen Gemeinschaften
- Archiv Brockhagen

#### Judentum
- Zentralarchiv zur Erforschung der Geschichte der Juden in Deutschland, Heidelberg

### Griechenland
- Griechisches Historisches Evangelisches Archiv

### Italien
- Archivio storico del Patriarcato di Venezia

### Österreich
- Archiv der Erzdiözese Salzburg

### Polen
- Erzbischöfliches Archiv zu Gniezno

### Schweiz
- Stiftsarchiv St. Gallen

### Spanien
- Archiv der Kathedrale von Las Palmas de Gran Canaria

### Vatikanstadt
- Vatikanisches Apostolisches Archiv